# 육적

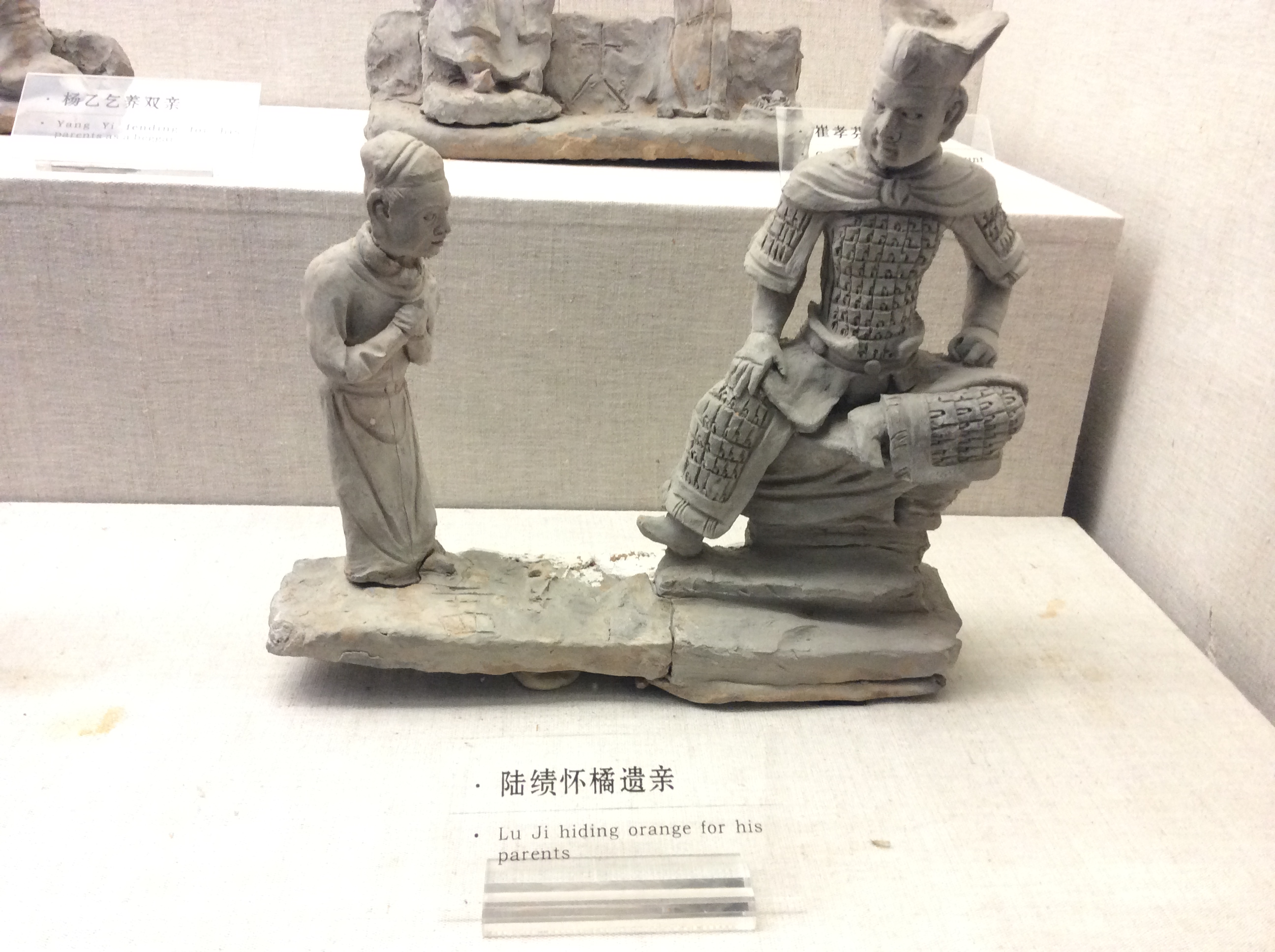

육적(陸績, 188년 ~ 219년)은 중국 후한 말의 관료이자 학자로, 자는 공기(公紀)이며, 오군 오현(吳縣) 사람이다.

## 생애

### 회귤 고사
육적이 6살(193년) 때, 구강에서 원술(袁術)을 뵈었다. 원술이 귤을 내왔는데, 육적은 그 중 셋을 품었다. 육적이 떠날 때, 원술에게 배례를 하다 귤을 땅에 떨어트렸다. 원술이 “육랑은 손님으로 왔으면서 왜 귤을 품었지?”라고 묻자, 육적은 “돌아가서 어머니께 드리고자 하였습니다.”하고 대답했다. 원술은 이 대답을 듣고 기이히 여겼다.
원나라 곽거경(郭居敬)이 지은 《이십사효》에도 이 일화가 수록되어, 훗날 “회귤고사”, “육적회귤”, “회귤”이라 하여 지극한 효성을 일컬을 때 인용되었다.

### 손씨를 섬기다
손책(孫策)은 오군에 있으면서, 장소(張昭), 장굉(張紘), 진송(秦松)을 상빈으로 모셨다. 이들은 사해가 아직 태평하지 않으므로, 마땅히 무력으로써 다스려 평정해야 한다고 주장했다. 당시 육적은 나이가 어렸는데, 멀리서 크게 외쳐 관중(管仲)과 제 환공(桓公)의 패업과 공자(孔子)의 말을 들어, 이들이 덕이 아닌 무력에 의한 통치만을 주장하는 것을 비판하여 장소 등을 놀라게 했다.
육적은 용모가 웅장하고 박학다식하여, 천문, 역법, 산술 등 읽지 않은 것이 없었다. 우번(虞翻)은 옛날부터 명성이 있었고, 방통(龐統)은 형주의 유명한 선비인데, 모두 육적과 친교를 맺었다.

### 방출, 저술, 죽음
손권(孫權)이 정사를 통괄하게 되자 육적을 초빙하여 주조연으로 삼았으나, 직선적인 태도로 인해 꺼림을 받게 되어 울림태수로 전임되고, 편장군을 더하여 병사 2천 명을 받았다. 육적은 다리에 병이 있었고, 선비로서 학문에 뜻이 있었으므로, 병사를 거느리고 싸우는 것은 원하는 바가 아니었다. 육적은 군무 중에서도 저술을 폐하지 않아, 《혼천도》를 짓고, 《주역》에 주를 달고, 《태현》을 풀이했는데, 모두 세상에 남았다.
육적은 자신이 죽을 날을 미리 알고, 사를 지었다. “한의 지사 육적은 어려서는 《시경》, 《상서》를 익혔고, 장성해서는 《예기》, 《주역》을 익혔으나, 명을 받아 남정하던 중, 질병에 걸려 위독해졌구나! 내가 만난 수명은 길지 못하니, 오호라, 세상과 격리됨이 슬프구나!”또 말했다. “지금부터 60년이 지나면, 수레는 궤를 같이하고, 글은 문자를 같이할 것인데, 이를 보지 못하니 원통하구나!”육적은 32세에 죽었다.

## 인물평
- 진수(陳壽)의 평: 진수는 육적을 높게 평가하여, “양웅의 《태현》에 대한 육적의 공적은 중니(공자)의 《춘추》에 대한 좌구명의 공적이나 노담(노자)의 《도덕경》에 대한 장주의 공헌과 같은 것이다.”라고 했고, 손권의 인사에 대해서는 “이처럼 귀중한 인재에게 남월을 지키게 한 것은, 또한 인재를 해친 것이 아닌가!”라고 평했다.[1]
- 방통의 평: 방통이 주유(周瑜)의 상여를 운구해 오에 왔다가 돌아가는 길에 창문에서 육적, 고소(顧邵), 전종(全琮)과 함께 모였다. 방통은 이 세 사람을 평하였는데, 육적에 대해서는 “굼뜬 말이라 할 만하니 매우 빠른 발의 힘이 있다.”고 평했다. 육적은 고소와 함께 “천하가 태평해지면 경과 더불어 사해의 선비들을 헤아려보고 싶다.”고 말했다.[2]

## 《삼국지연의》의 기술
삼국지연의에서는 제43회에서 제갈공명(諸葛孔明)이 동오를 찾아와 선비들과 논쟁을 하는 장면에서 나온다. 설종(薛綜)이 공명을 공격했으나 오히려 공명의 대응에 부끄러워하자, 육적은 조조(曹操)는 전한의 공신인 조참(曹參)의 후예이지만 유비(劉備)는 황실 후예라는 것도 별 근거가 없고, 고작 돗자리나 짚신을 짜던 사람인데, 어떻게 조조와 함께 설 수 있겠냐고 공격했다. 공명은 유비가 황실의 후예임은 황실이 인증한 바며, 조조가 조참의 후예라면 지금 조조가 황제를 끼고 전횡을 부리는 것은 한실에는 역적이고 조씨 가문에는 패륜아가 되는 것이라고 답했다. 또 전한의 고조 유방(劉邦)은 고작 정장의 지위에서 천하를 얻었는데, 유비가 돗자리나 짚신을 짜던 것은 부끄러운 일이 아니라고 답했다. 육적은 말문이 막혀 답하지 못했다. 회귤 고사는 직접 등장하지 않으며, 다만 공명은 자신을 공격하는 육적에게 대답할 때 육적을 가리켜 “공은 원술 앞에서 귤을 품었던 육랑”이라고 일컬었다.

## 친족 관계
- 육강(陸康) (아버지): 후한의 여강태수로, 원술의 곡식을 달라는 요구를 거절했다가 원술의 명령을 받은 손책의 공격을 받아 죽었다.
  - 육적
    - 육굉(陸宏) (맏아들): 회계남부도위였다.
    - 육예(陸叡) (둘째 아들): 장수교위였다.
    - 육씨 (딸): 장온(張溫)의 아우 장백(張白)의 아내가 되었다.

## 같이 보기
- 삼국지 인물 목록